# Portus d'Auzenc
Le Portus d'Auzenc est un col routier du Massif central, situé entre les communes de Clavières (Cantal) et de Paulhac-en-Margeride (Lozère), assurant les liaisons entre ces deux départements. 

## Toponymie
Portus vient du latin qui signifie « passage ».
Auzenc tire son nom du ruisseau qui prend sa source à proximité. 

## Géographie
Le Portus d'Auzenc est le troisième plus haut col routier du Cantal avec 1 368 m d'altitude, derrière le pas de Peyrol (1 588 m), le col de Prat-de-Bouc (1 396 m) et devant le col de la Griffoul (1 336 m). 

## Tourisme
Le monument national à la Résistance et aux Maquis de France du Mont Mouchet et le musée de la Résistance sont accessibles depuis le col.